# Udo Mlecek
Udo Mlecek (* 17. August 1937 in Wanne-Eickel; † 1. Juni 2012 in Hannover) war ein deutscher Ingenieur, Herausgeber sowie Leiter des Fernmeldetechnischen Zentralamtes (FTZ) und  Vizepräsident des Forschungs- und Technologiezentrums Darmstadt.

## Leben
Mlecek studierte an der RWTH Aachen und an der Universität Hannover, wo er sein Ingenieurdiplom 1968 erlangte. Danach wurde er Leiter des Fernmeldeamtes Bochum und anschließend in Hannover. Er nahm an der Professoren-Konferenz „Nachrichtentechnik im Zeichen der Mikroelektronik“ 1987 im FTZ unter Staatssekretär Dr. jur. Winfried Florian (Bundespostministerium) teil. Dort war er Leiter des Forschungsinstituts der Deutschen Bundespost beim FTZ und später Stellvertreter von Ronald Dingeldey. Am 1. März 1991 übernahm er zusätzlich die Leitung des Amtes, jedoch wurde er aufgrund der bevorstehenden Privatisierung nicht zum Präsidenten ernannt. Nach der Umwandlung zum Forschungs- und Technologiezentrum Darmstadt der Deutschen Telekom AG war er bis zum Eintritt in den Ruhestand 1997 dessen Vizepräsident.
Gemäß der Tradition der Präsidenten des FTZ war er zudem Herausgeber der Fachzeitschrift Der Fernmelde-Ingenieur.

## Auszeichnungen
- 1987: Verleihung des Professorentitels

## Schriften
- Grundlagen für die wirtschaftliche Nutzung bestehender Kupfernetze im Anschlußbereich durch xDSL, Bände 5-6 von: Der Fernmelde-Ingenieur Verlag Wissenschaft und Leben Georg Heidecker, 1998
- Forschung bei der Deutschen Bundespost; S. 103 ff. in: Archiv für Deutsche Postgeschichte; Hrsg.: Gesellschaft für deutsche Postgeschichte e.V.; Archiv für deutsche Postgeschichte, Heft 1/1989; ISSN 0003-8989